# Förenade Arbetarepartiet
Förenade Arbetarepartiet, the United Workers Party (UWP) är ett konservativt
parti i Saint Lucia, bildat 1964 av John Compton.
Denne regerade landet i perioderna 1964 till 1979 och 1982 till 1997.
I de senaste allmänna valen, i december 2006, fick UWP 51,4 % av rösterna och 11 mandat.
Man återtog därmed makten från SLP och John Compton kunde återväljas som premiärminister ännu en gång. Efter Comptons sjukdom och död 2007 efterträddes han av Stephenson King.